# 藤三商会
株式会社藤三商会（ふじさんしょうかい）は、かつて京都市下京区に本社があった食品原材料・アイスクリーム・冷凍食品・外食業務用加工食品を中心とした卸売会社である。資本金6億円、従業員776名2003年10月2日当時）、売上 1,363億3,400万円（2002年9月期）の中堅商社であった。
森永乳業などのアイスクリームを仕入れ、コンビニエンスストア・スーパーマーケットや生活協同組合など全国物流ネットワークを確立し幅広く販売していた。アイスクリームの卸売では国内で約2割のシェアを占める国内最大手であった。
名称が似ており、広島県でスーパーマーケットを展開する、株式会社藤三（広島県呉市）とは関係がない。

## 経営破綻に至る経緯
バブル期に取得した複数の事業用遊休不動産や埼玉県北川辺町に建設した当時最新鋭の冷凍物流施設への過大な設備投資、山口県柳井市に開発を進めていた新たなゴルフ場開発の頓挫や大韓民国企業と合弁で行っていた魚介類の冷凍食品生産事業への資金流出等により資金が固定化、脆弱な財務体質になっていた処に次のような内外部環境の変化もあり事業の存続が困難となった。
- バブル崩壊後の個人消費低迷、少子化、デザート類の多様化などにより、収益の中心であったアイスクリームの受注が伸び悩んでいた。
- 2001年3月に創業者である前会長死去に伴い、数億円単位の退職金を創業家に支払いを行う。
- 2001年7月に筆頭取引先であるローソンとの取引安定拡大化をはかるため、三菱商事の資本参加を受ける。これ機に従来から資本参入していた伊藤忠商事及び伊藤忠倉庫（現・伊藤忠ロジスティクス）との関係悪化、前記社からの出向役員、社員全面引き上げとなる。
- 2001年9月に主要取引先のマイカルはじめ同社関連会社が経営破綻し、10億を超える売掛金が不良債権化。更に大きな財務損失と合わせ、対外信用低下の損害を受けた。
- 2001年12月主要取引先であったダイエー及びグループ企業への納品全面撤退を行う。当時のダイエーへの危機的信用不安に、三菱商事の意向が影響し、大幅な売上減少とキャッシュフローの低下が、更なる経営環境の悪化を招く結果となる。
- 2002年夏季に発生した、BSE、食品産地偽造事件多発により、食品・外食産業への販売不振に陥る。同社は、アイスクリームで有名であったが、元来、創業者である藤本三郎よる食品原材料問屋が創業の原点であり、大手製菓・製パン業をはじめ、大手外食チェーンの得意先も多数安定的に取引関係にあり、仕入先及び金融関係にこの部分に於いても信用を得ていた。
- 2002年4月には岡山・広島・姫路地区でローソンへのチルド商品共同配送（共同配送センター・店舗への物流対応）取引の打切りとなり、さらに大幅な売上と利益の減少となる。三菱商事は資本参入後のこの時期には粉飾決算など同社の過去からの不透明な会計処理に見切りを付け、合法的債権保全に動き始めた事により産業再生機構（2007年3月15日解散）に支援要請を行うが、同社と債権者たる金融機関の連名による支援申請（当時のUFJ銀行・農林中金の支援拒否）が得られず不調に終る。
- 2003年は梅雨が長く冷夏であったため、主力のアイスクリーム関連の売上が極端に落ち込んだ。
- 2003年8月には、食品全般で比較的信憑を得ている食品業界誌日刊食品速報などに信用不安記事が掲載され、多数仕入先・金融機関の対応に藤本雅也代表取締役（創業者次男）はじめ、営業・財務担当役員がと取引先との対応に追われる事態に陥る。
- 10月2日民事再生法に基づく再建を申請した。負債総額は、約630億円（帝国データバンク）である。同社はくしくも創業50周年でこの事態を招く事となった。

## 経営破綻後の動き
民事再生法の適用申請後、金融面では、主力取引銀行の当時のUFJ銀行（三菱東京UFJ銀行）の他、日本政策投資銀行・東京スター銀行の3行によるDIPファイナンスを受け、事業再生面に於いては、2003年6月破綻した福助の再生などに資金を投じ注目されていた、企業買収ファンドMKSパートナーズ（東京都千代田区・代表：川島隆明・松木伸男）が支援を正式表明したが、旧経営陣の法的申請の準備不足から混乱を招き、申請後僅か2週間で民事再生申請代理人の田原睦夫弁護士（現最高裁判事）より、職権で大阪地裁に管理命令を申請し、10月14日付で同裁判所より管財人として、出水順弁護士選任（民事再生時の監督委員）。その後も支援企業を探したが交渉は難航した。大手、中堅得意先との相次ぐ取引中止がともない、仕入先の協力も得られなかったため、MKSパートナーズも支援から撤退。資金繰りが困難となり11月8日付で管財人は事業継続停止を発表した。
- 2003年11月8日、事業停止。
- 同年11月10日、従業員約900人（関連会社3社を含む）に解雇通知を送付。
- 2004年2月8日、大阪地方裁判所より破産宣告。
- 2009年5月19日、大阪地方裁判所より破産終結決定。（同社単体最終破産債権配当率：29.9%

## 関連会社
国内外に関連会社が19社あり、宅配ピザのシカゴピザファクトリーを運営する株式会社トロナジャパンもその中の代表的な1社であったが、藤三商会の破綻直前に、森永乳業の藤三商会に対する売掛債権回収の一環として、支援では無く売掛金回収を目的とした保有株式の全面譲渡で廃業の危機を免れた。しかし、森永乳業は全面譲渡後トロナジャパンの財務体質が、事前調査に反して藤三商会同様に多大な債務超過である事が判明し、僅か2年程で、牛丼チェーン最大手ゼンショーに株式を全面売却した。同社は競争の激しいピザ事業と並行して、メインである「すき家」ブランドの市販用冷凍食品を、トロナジャパンが販売元として、生活協同組合、スーパーマーケット等に販売し現在に至っている。
他にも同時期に森永乳業により、当時の藤三商会の地域販売子会社4社（青森フジサン・シナノフーズ・北陸藤三・サンエツデーリー）の株式もトロナジャパン同様に、森永乳業に完全譲渡され破綻後も森永乳業の子会社となり、後に優良子会社の青森フジサンは社名変更して存続。他3社は森永乳業の完全子会社である販社のデイリーフーズに吸収された。
他の主要関連会社として、外食チェーンの「ハイコック」は、持帰弁当ほかほか亭を展開する最大手「株式会社ハークスレイ（大阪市北区）」が、「ハイコック」が展開し好調であった、お好み焼き楓の木を継承。アイスクリーム製造・販売会社「マーブルグ」は冷凍食品メーカー・冷凍倉庫業の「株式会社アイガー」（京都府久世郡久御山町）」が全面支援を行い現在に至っている。山口県岩国市に昭和48年11月開設し、中国地方特に広島・山口地区では認知度を得ていた、美和ゴルフクラブは地域資本売却され現在に至っている。他の関連会社は、殆んどが支援が無く清算されている。

## 特記事項
森永乳業が藤三商会の関連会社株式譲渡で売掛金弁済に充当した以外に、さらに同社に対し、強行に破綻直前に行なわせた約9億円にも及ぶ売掛金弁済について、破産管財人が調査の上、偏頗弁済無効に該当するとして大阪地裁に提訴した。森永乳業の全面敗訴で結審し、全債権者に均等分配された。